# Europeiska pelaren för sociala rättigheter
Den europeiska pelaren för sociala rättigheter, eller enbart den sociala pelaren, är ett politiskt program inom Europeiska unionen kring sociala frågor, till exempel utbildning, jämställdhet, arbetsvillkor, socialt skydd och social inkludering. I oktober 2017 utfärdade Europaparlamentet, Europeiska unionens råd och Europeiska kommissionen en deklaration kring den sociala pelaren.
Deklarationen utgör inte en europeisk lag, utan är en icke-bindande politisk förklaring där medlemsstaterna och unionens institutioner beskriver vilka åtgärder de står politiskt bakom. En del av dessa åtgärder kommer att i ett senare skede genomföras genom lagstiftningsakter i form av förordningar och direktiv, eller genom nationella lagstiftningsakter. Det är i huvudsak upp till de enskilda medlemsländerna och i viss mån arbetsmarknadens parter att bestämma hur och i vilken utsträckning den sociala pelaren ska genomföras i respektive land.

## Sociala pelarens 20 principer och rättigheter[2]
1. Rätten till utbildning och livslångt lärande.
2. Jämställdhet mellan könen.
3. Lika förutsättningar oavsett exempelvis ursprung, religion, funktionshinder eller sexuell läggning.
4. Aktivt stöd för att hitta sysselsättning.
5. Säker och anpassningsbar anställning.
6. Löner som garanterar en anständig levnadsstandard.
7. Information om anställningsvillkor och skydd vid uppsägning.
8. Dialog mellan arbetsmarknadens parter och att löntagare involveras i frågor som berör dem.
9. Balans i arbetslivet mellan jobb och fritid.
10. Hälsosamma, säkra och ändamålsenliga arbetsplatser.
11. Rätt till barnomsorg och skydd mot barnfattigdom.
12. Social trygghet.
13. Rätt till skälig arbetslöshetskassa.
14. Minimiinkomst.
15. Skäliga pensioner.
16. Tillgång till överkomlig, förebyggande och botande sjukvård av god kvalitet.
17. Inkluderande i samhället av personer med funktionsnedsättningar.
18. Rätten till långsiktig vård.
19. Stöd och boende till hemlösa.
20. Tillgång till grundläggande tjänster som vatten, renlighet och energi.

## Genomförande
Genomförande av den sociala pelarens 20 punkter har inletts. Några exempel innefattar:
- Direktiv om tydliga och förutsägbara arbetsvillkor[5]
- Direktiv om balans mellan arbete och privatliv för föräldrar och anhörigvårdare[6]
- Strategin för europeiska barngarantin

- Förslag till direktiv om stärkt tillämpning av principen om lika lön för kvinnor och män för lika eller likvärdigt arbete tack vare insyn i lönesättningen och efterlevnadsmekanismer
- Förslag till minimilönedirektivet
- Rekommendation om minimiinkomst[7][8][9][10]

## EU:s handlingsplan till 2030
Europeiska unionens råd fastställde i juni 2021 en handlingsplan för sociala rättigheter för att nå fem nationella och ett gemensamt mål. Avsikten är att målen ska vara uppfyllda senast 2030. Målen i EU:s handlingsplan är frivilliga och inte juridiskt bindande för medlemsländerna.
| Indikator                                                                  | Mål 2030                         | Status                | Sveriges status |
| -------------------------------------------------------------------------- | -------------------------------- | --------------------- | --------------- |
| Sysselsättningsgrad, personer 20-64 år                                     | 78 %                             | 73,1 % (2021)         | 80,7 % (2021)   |
| Skillnad mellan män och kvinnor, till kvinnors nackdel                     | högst - 5,9 %                    | - 11,5 % (2020)       | - 4,9 % (2020)  |
| Andelen barn från tre års ålder i omsorg eller förskola                    | 96 %                             | 93,0 % (2020)         | 95,9 % (2020)   |
| Andelen unga 15-29 år som varken arbetar, praktiserar eller utbildar sig.  | Max 9 %                          | 13,1 % (2021)         | 6,0 % (2021)    |
| Andel vuxna som utbildas varje år                                          | Minst 47 %                       | 43,7 % (2016)         | 63,8 % (2016)   |
| Antalet färre personer i riskzonen för fattigdom eller social utestängning | Minst 15 miljoner personer färre | + 2,5 miljoner (2020) | - 47 000 (2020) |